# Años 90
Los años 90 o década del 90 empezó el 1 de enero del 90 y terminó el 31 de diciembre del 99.

## Acontecimientos
- 91: en Hispania se publica la ley Irni del emperador Domiciano para municipios hispanos.
- 92: El ejército romano sufre la pérdida de la Legio XXI Rapax, aniquilada en el limes del Danubio
- 96: en Roma, Nerva sucede a Domiciano como emperador de Roma.
- 96: En la isla de Patmos, Juan el Evangelista escribe el Apocalipsis.
- 97: en Roma, Evaristo sucede a Clemente como papa.
- 98: en Roma, Trajano sucede a Nerva como emperador.
- Fecha probable de la redacción del Evangelio de Juan y sus cartas cerca de Éfeso.
- Domiciano prohíbe los filósofos en Roma.

## Personas destacadas
- Tito Flavio Domiciano, emperador romano (81-96).
- Nerva, emperador romano (96-98).
- Clemente de Roma, papa italiano.
- San Juan, apóstol y escritor.